# Campionato italiano di hockey su ghiaccio 1986-1987
Il campionato italiano di hockey su ghiaccio 1986-87 è stato organizzato dalla FISG.

## Serie A

### Formazioni
Sono 10 le squadre iscritte: Alleghe Hockey, Asiago Hockey AS, HC Auronzo, HC Bolzano, HC Brunico, SG Cortina, SHC Fassa, HC Merano, Renon e AS Mastini Varese Hockey.

### Girone preliminare
Il campionato prevede una prima fase nella quale vengono definite le posizioni per accedere alla seconda fase che, a sua volta, prevede lo svolgimento di due gironi intermedi.

#### Classifica finale
L'Alleghe si classifica davanti all'Asiago nonostante una peggiore differenza reti, ma ha la meglio negli scontri diretti.

### Seconda fase
La seconda fase si compone di due gironi; il primo serve a determinare le posizioni per i Play off, mentre il secondo dirà quale sarà la squadra che dovrà retrocedere. Le prime due formazioni di questo gruppo completeranno il quadro Play off. Le squadre mantengono i punti conquistati negli scontri diretti della prima fase.

#### Girone A
Tra parentesi i punti in bonus derivanti dalla prima fase.

#### Girone B
Tra parentesi i punti in bonus derivanti dalla prima fase.
L'Auronzo retrocede.

### Playoff
I quarti si disputano al meglio delle 3 gare mentre semifinali e finale al meglio delle 5 gare.
|  | Quarti di finale | Quarti di finale | Quarti di finale | Quarti di finale | Quarti di finale |   |         | Semifinali | Semifinali | Semifinali | Semifinali | Semifinali | Semifinali | Semifinali |  |  | Finale | Finale  | Finale | Finale | Finale | Finale | Finale |
|  |                  |                  |                  |                  |                  |   |         |            |            |            |            |            |            |            |  |  |        |         |        |        |        |        |        |
|  | 1                | Bolzano          | 5                | 7                |                  |   |         |            |            |            |            |            |            |            |  |  |        |         |        |        |        |        |        |
|  | 8                | Bruneck-Brunico  | 1                | 4                |                  |   |         |            |            |            |            |            |            |            |  |  |        |         |        |        |        |        |        |
|  | 8                | Bruneck-Brunico  | 1                | 4                |                  |   | Bolzano | 7          | 4          | 9          | 6          |            |            |            |  |  |        |         |        |        |        |        |        |
|  |                  |                  |                  |                  |                  |   | Bolzano | 7          | 4          | 9          | 6          |            |            |            |  |  |        |         |        |        |        |        |        |
|  |                  |                  | Alleghe          | 4                | 7                | 6 | 5       |            |            |            |            |            |            |            |  |  |        |         |        |        |        |        |        |
|  | 4                | Cortina          | Alleghe          | 4                | 7                | 6 | 5       | 0          | 0          |            |            |            |            |            |  |  |        |         |        |        |        |        |        |
|  | 4                | Cortina          |                  |                  |                  |   |         | 0          | 0          |            |            |            |            |            |  |  |        |         |        |        |        |        |        |
|  | 5                | Alleghe          | 5                | 5                |                  |   |         |            |            |            |            |            |            |            |  |  |        |         |        |        |        |        |        |
|  |                  |                  |                  |                  |                  |   |         |            |            |            |            |            |            |            |  |  |        | Bolzano | 2      | 2      | 1      |        |        |
|  |                  |                  |                  | Varese           | 4                | 5 | 4       |            |            |            |            |            |            |            |  |  |        |         |        |        |        |        |        |
|  | 2                | Varese           | 4                | 4                |                  |   |         |            |            |            |            |            |            |            |  |  |        |         |        |        |        |        |        |
|  | 7                | Asiago           | 1                | 3                |                  |   |         |            |            |            |            |            |            |            |  |  |        |         |        |        |        |        |        |
|  | 7                | Asiago           | 1                | 3                |                  |   | Varese  | 5          | 2          | 5          |            |            |            |            |  |  |        |         |        |        |        |        |        |
|  |                  |                  |                  |                  |                  |   | Varese  | 5          | 2          | 5          |            |            |            |            |  |  |        |         |        |        |        |        |        |
|  |                  |                  | Merano           | 0                | 1                | 2 |         |            |            |            |            |            |            |            |  |  |        |         |        |        |        |        |        |
|  | 3                | Merano           | Merano           | 0                | 1                | 2 | 9       | 10         |            |            |            |            |            |            |  |  |        |         |        |        |        |        |        |
|  | 3                | Merano           |                  |                  |                  |   | 9       | 10         |            |            |            |            |            |            |  |  |        |         |        |        |        |        |        |
|  | 6                | Fassa Falcons    | 4                | 6                |                  |   |         |            |            |            |            |            |            |            |  |  |        |         |        |        |        |        |        |

#### Finale 3º/4º posto
L'Alleghe conquista il terzo posto sbarazzandosi del Merano in tre gare, con due vittorie in trasferta.
|  | Finale 3º/4º posto |         |         |         |   |   |   |  |
|  |                    |         |         |         |   |   |   |  |
|  | 3                  | Merano  | Merano  | Merano  | 5 | 5 | 4 |  |
|  | 5                  | Alleghe | Alleghe | Alleghe | 8 | 8 | 8 |  |

 L'Associazione Sportiva Mastini Varese Hockey vince il suo primo scudetto.

Formazione Campione d'Italia: Cesare Carlacci - Maurizio Catenacci - James Corsi - Vito D'Angelo - Robert De Piero - Flavio Farè - Dan Fascinato - Herbert Frisch - Denis Houle - Emilio Iovio - Matteo Malfatti - Michael Mastrullo - Giancarlo Merzario - Thomas Milani - Luca Orrigoni - Davide Quilici - Vittorio Trani - Vittorio Zafalon.

Allenatore: William Pourcell.
Assistente: Jon Christiano

### Poule retrocessione
Asiago termina davanti al Cortina nonostante la stessa differenza reti (+3), ma gli altopianesi oltre ad aver messo a segno più reti rispetto agli ampezzani (54 gol segnati contro 41) hanno avuto la meglio negli scontri diretti.

L'Auronzo retrocede.

### Classifica finale
| Pos. | Squadra         |
| ---- | --------------- |
| 1    | Varese          |
| 2    | Bolzano         |
| 3    | Alleghe         |
| 4    | Merano          |
| 5    | Bruneck-Brunico |
| 6    | Asiago          |
| 7    | Cortina         |
| 8    | Fassa Falcons   |
| 9    | Ritten-Renon    |
| 10   | Auronzo         |

### Marcatori
Nella classifica marcatori, al comando c'è Mustafa Besic del Fassa con 116 punti (47 gol e 69 assist), seguito da Santino Pellegrino (Asiago, 104 p.ti, 52 + 52), Len Hachborn (Bolzano, 103 p.ti, 36 + 67), Mario Simioni (Asiago, 101 p.ti, 62 + 39) e Mario Cerri (Renon, 99 p.ti, 45 + 54).

## Serie B

### Regular Season

#### Poule promozione
Tra parentesi i punti in bonus derivanti dalla regular season.

#### Poule 7º posto
Nella partita decisiva, a Cavalese, il Milano (che aveva allestito un roster per puntare alla serie A) sotto di 5-1 rimontò sino al 5-4 ma la rimonta non fu completata e fu il Fiemme Cavalese a salire in serie A.

## Serie C
Finale
- Appiano - Settequerce 2-2; 5-3

L'Appiano è promosso in serie B.